# Polští letci RAF

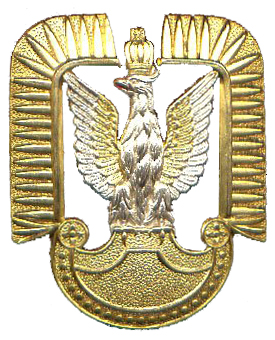
Orlice Polských vzdušných sil

Vlajka polských vojenských letišť (1938-1945)

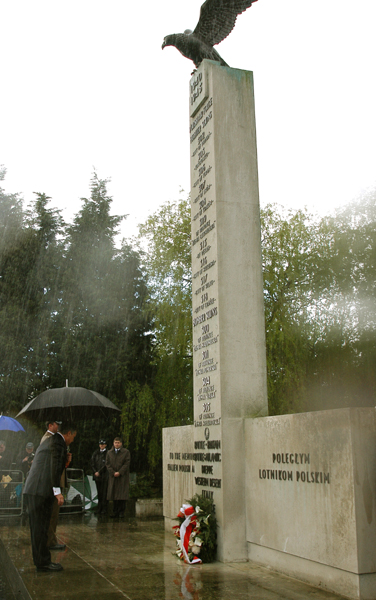
Pomník padlých polských letců, Northolt

Polské vzdušné síly ve Velké Británii (polsky Polskie Siły Powietrzne, zkráceně nazývány PSP), de facto po část války Polští letci RAF, avšak ne po válku celou, jelikož v jejím průběhu postupně přešli pod polské velení. Některé zdroje uvádí účast 145 polských stíhacích pilotů, kteří sloužili v Royal Air Force během Bitvy o Británii, což je po samotných Britech nejvíc nasazených pilotů. Koncem války bylo již polského leteckého personálu v Británii na 19400.

## Počátky formování
Po prohrané zářijové kampani se polský letecký i pozemní personál uchýlil do Francie a Velké Británie. Díky smlouvám s francouzskou vládou se na půdě této země rychle zformovaly polské vojenské jednotky, z nichž část byla jednotkami leteckými. Ve Velké Británii formování jednotek nebylo tak jednoduché z ohledu na britský právní systém. Největší překážkou bylo uznání suverénnosti ozbrojených sil jiného státu na jejím území. Zpočátku měly v Británii polské jednotky povoleno pouze začlenit své piloty do britských perutí pod výhradně britským velením. V první části Bitvy o Británii, v srpnu 1940, bylo rozhodnuto do akce v rámci 65. východoindické perutě zapojit dva z desítky vyškolených pilotů. Byli jimi Franciszek Gruszka a Władysław Szulkowski.

## Právní základy začlenění pilotů
22. srpna 1940 byl podepsán základní dokument o začlenění pilotů. Následně 11. června 1940 (po evakuaci Dunkerku) bylo podepsáno jeho první rozšíření. Britská strana povolila vytvoření dvou bombardovacích perutí a výcvikového střediska pro jejich letce. Tito letci, kteří podléhali britskému právu a britským vojenským předpisům, měli povinnost skládat dvě přísahy (polskou a britskou) a nosili britské vojenské hodnosti na rukávech uniforem. Na letištích podle této smlouvy mohla být vyvěšena pouze polská letecká vlajka a to níže, než byla letecká vlajka RAF.
Vlivem přílivu dalších polských dobrovolníků do Anglie bylo nutné podepsat další smlouvu. Ta byla dojednána 5. srpna 1940. Byla v ní mimo jiné přiznána suverénnost Polských vojsk, jejichž součástí byly Polské vzdušné síly – PSP. Letci měli dle této smlouvy skládat pouze jednu vojenskou přísahu. Bylo rozhodnuto o založení čtyř bombardovacích perutí, dvou perutí stíhacích a jedné podpůrné ve spojení s pozemní armádou. Bylo spekulováno i o možnosti vytvoření dalších třech stíhacích perutí v případě potřeby. Smlouva upravovala i vyvěšování polských vlajek a to tak, že mohly být umisťovány vedle vlajek britských. Polští piloti mohli nosit i polské hodnosti a to na výložkách. Důležitou součástí smlouvy bylo vytvoření takzvaného Inspektorátu PSP, jehož inspektor měl spolupracovat s britským ministerstvem letectva v oblasti administrativy polského personálu. Polské letecké jednotky měly dle této smlouvy nadále podléhat britskému velení.
6. duben 1944 byl dnem podepsání třetí smlouvy, díky níž polské letectvo přešlo pod výhradní polské velení a začal být uplatňován polský vojenský řád. Inspektorát PSP byl tehdy přejmenován na Velitelství PSP.
Inspektoři PSP:
- brigádní generál, pilot Władysław Kalkus (květen až červenec 1940)
- brigádní generál, pilot Stanisław Ujejski (červenec 1940 až srpen 1943)
- brigádní generál, pilot Mateusz Iżycki (od srpna 1943 až do konce války)

## Uniformy PSP
Vojáci Polských vzdušných sil nosili ocelově modré uniformy RAF s polskými knoflíky. Krom toho nosili zlatá označení polských hodností na výložkách a britské modročerné na rukávech a náramenících plášťů. Řadoví vojáci nosili železné emblémy vzorované podle polských leteckých emblémů z roku 1936. Důstojníci pak měli tyto emblémy stříbrně vyšívané a k tomu zlatá husarská křídla na černém podkladě. K polní uniformě piloti nosili mnohobarevné šály. Všichni polští příslušníci letectva nosili na náramenících vyšitý modrý nápis "POLAND". Letci krom toho dostávali typickou koženou bundu RAF.

## Standarta Polských vzdušných sil (PSP)
Standartu, která vyobrazuje Ostrobramskou madonu se slovy "Miłość żąda ofiary" (česky: Láska si žádá oběti), navrhl koncem roku 1939 jeden z polských stíhacích pilotů ve Francii. Další pilot pak využil svých odbojových kontaktů a zorganizoval její vyrobení v okupovaném Vilniusu. Damašek pro ní byl spolu s nitěmi obstarán v Berlíně, odkud celou zásilku diplomaté neutrálních států převezli do Vilniusu. Standarta tam byla dokončena v červnu 1940. Japonský konzul ve Vilniusu (de iure neutrálním vůči Japonsku) pak zaslal standartu diplomatickou poštou do Londýna na jaře 1941. V červnu téhož roku byla standarta generálem Władysławem Sikorským předána 300. bombardovací peruti.
Z rozkazu generála Sikorského měla být standarta předávána dalším polským divizím, dokud jí nebude možné převézt do svobodné vlasti. Tak se stalo až v roce 1991, kdy ji přivezla skupina polských pilotů PSP ve výslužbě a několik důstojníků RAF. Momentálně se standarta nachází na čestném místě v Dęblinské Škole orlat.

## Seznam jednotek

### Stíhací wingy
- 1. polský stíhací wing
- 2. polský stíhací wing
- 3. polský stíhací wing

### Letecké perutě a jejich insignie

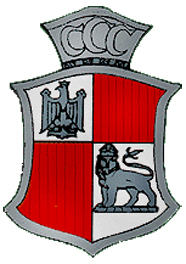
300. bombardovací peruť "Ziemi Mazowieckiej"
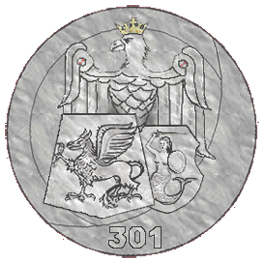
301. bombardovací peruť "Ziemi Pomorskiej"
302. stíhací peruť "Poznański"
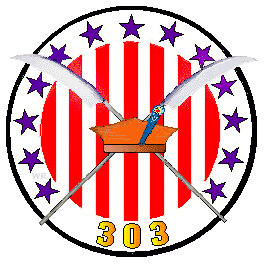
303. stíhací peruť "Warszawski im. Tadeusza Kościuszki"
304. bombardovací peruť "Ziemi Śląskiej im. Ks. Józefa Poniatowskiego"
305. bombardovací peruť "Ziemi Wielkopolskiej im. Marszałka Józefa Piłsudskiego"
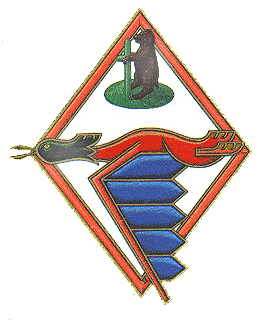
306. stíhací peruť "Toruński"
307. noční stíhací peruť "Lwowskich Puchaczy"
308. stíhací peruť "Krakowski"
309. stíhací a průzkumná peruť "Ziemi Czerwieńskiej"
315. stíhací peruť "Dębliński"
316. stíhací peruť "Warszawski"
317. stíhací peruť "Wileński"
318. stíhací a průzkumná peruť "Gdański"
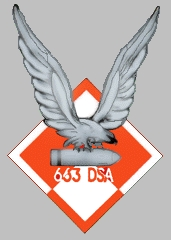
663. peruť letadel dělostřelectva "We Fly for the Guns"

## Shrnutí válečného a operačního úsilí

### Válečné úsilí polských perutí RAF
(19. července 1940 – 8. května 1945, nezahrnuje Polský stíhací sbor a individuální polské stíhací piloty v jednotkách RAF a USAAF)
Fighter Command
| Rok             | 1940 | 1941   | 1942   | 1943   | 1944   | 1945   | Celkem  |
| --------------- | ---- | ------ | ------ | ------ | ------ | ------ | ------- |
| leteckých úkolů | 2199 | 13 032 | 10 390 | 13 266 | 25 399 | 9238   | 73 524  |
| hodin           | 2295 | 16 722 | 15 365 | 23 264 | 46 595 | 18 575 | 122 816 |

### Ztráty nepřítele
(19. červenec 1940 – 8. květen 1945 způsobené jak letci v PSP, tak i RAF a USAAF)

#### Letadla nepřítele zničena během leteckých soubojů
| Rok           | 1940    | 1941   | 1942 | 1943    | 1944 | 1945   | Celkem   |
| ------------- | ------- | ------ | ---- | ------- | ---- | ------ | -------- |
| zničené       | 214 1/6 | 199    | 90   | 114 3/4 | 101  | 29 1/2 | 748 5/12 |
| pravděpodobné | 35      | 52     | 36   | 42      | 8    | 2      | 175      |
| poškozené     | 37 2/3  | 57 1/2 | 43   | 66      | 24   | 9      | 237 1/6  |

#### Letadla nepřítele zničena na zemi
| Rok           | 1940 | 1941 | 1942 | 1943 | 1944 | 1945 | Celkem |
| ------------- | ---- | ---- | ---- | ---- | ---- | ---- | ------ |
| zničené       | -    | 3    | -    | -    | 2    | 9    | 14     |
| pravděpodobné | -    | -    | -    | -    | 2    | -    | 2      |
| poškozené     | -    | 3    | -    | -    | 3    | 9    | 15     |

#### Celkové ztráty letadel nepřítele zapříčiněné letci PSP
| Rok                   | 1940    | 1941   | 1942 | 1943    | 1944 | 1945   | Celkem   |
| --------------------- | ------- | ------ | ---- | ------- | ---- | ------ | -------- |
| zničené               | 214 1/6 | 202    | 90   | 114 3/4 | 103  | 38 1/2 | 769 5/12 |
| pravděpodobně zničené | 35      | 52     | 36   | 42      | 10   | 2      | 177      |
| poškozené             | 37 2/3  | 60 1/2 | 43   | 66      | 27   | 18     | 252 1/6  |

### Bojové nasazení polských bombardovacích perutí
(19. duben 1940 – 8. květen 1945), nezapočítány činnosti speciálních záloh
Bomber Command, Coastal Command, Tactical Air Force
| Rok             | 1940  | 1941 | 1942   | 1943     | 1944   | 1945 | Celkem |
| --------------- | ----- | ---- | ------ | -------- | ------ | ---- | ------ |
| leteckých úkolů | 97    | 1357 | 2999   | 1895     | 3607   | 1751 | 11 706 |
| hodin           | 367,5 | 7451 | 17 788 | 11 482,5 | 18 126 | 8889 | 64 113 |

#### Tonáž shozená bombardovacími perutěmi
(Vyjma činnosti polských speciálních záloh.)
Bomber Command, Coastal Command, Tactical Air Force
| Rok    | 1940 | 1941 | 1942 | 1943 | 1944 | 1945 | Celkem |
| ------ | ---- | ---- | ---- | ---- | ---- | ---- | ------ |
| bomby  | 62   | 1793 | 2784 | 813  | 5088 | 2667 | 13 206 |
| miny   | -    | -    | 544  | 790  | 159  | 9    | 1502   |
| Celkem | 62   | 1793 | 3328 | 1602 | 5247 | 2676 | 14 708 |

(Množství uváděné v tunách, k tomu dodatečně 152 tun potravin do Nizozemska za rok 1945.)

#### Činnost speciálních polských záloh
(7. listopad 1941 – 26. únor 1945)
| Rok                    | 1940 | 1941 | 1942 | 1943  | 1944   | 1945 | Celkem |
| ---------------------- | ---- | ---- | ---- | ----- | ------ | ---- | ------ |
| operační letecké úkoly | -    | 2    | 104  | 191   | 943    | 95   | 1335   |
| hodiny letu            | -    | 22   | 835  | 1573  | 6781   | 716  | 9927   |
| shozená tonáž          | -    | 0,9  | 70   | 163,2 | 1248,4 | 94,3 | 1576,8 |
| shození parašutisté    | -    | 9    | 137  | 193   | 334    | 19   | 692    |
| záložní ztráty         | -    | 1    | 3    | 9     | 20 1/8 | 3/8  | 33 1/2 |

(ztráty jsou uváděné po skupinách o sedmi až osmi členech)

#### Činnost polských dopravních záloh a jednotek
(19. duben 1940 – 8. květen 1945)
Transport Command, piloti ATA
| Rok                   | 1940 | 1941   | 1942   | 1943   | 1944   | 1945   | Celkem |
| --------------------- | ---- | ------ | ------ | ------ | ------ | ------ | ------ |
| letecké úkoly         | 163  | 1475   | 2648   | 3995   | 6747   | 3760   | 18 788 |
| hodiny letu           | 261  | 14 868 | 16 914 | 20 111 | 30 204 | 14 709 | 97 067 |
| dodaná letadla        | 118  | 1310   | 2120   | 3014   | 3966   | 1556   | 12 084 |
| převezení pasažéři    | 324  | 1320   | 2868   | 6294   | 6117   | 3468   | 24 411 |
| transportovaný náklad | 17   | 56     | 168    | 230    | 504    | 336    | 1311   |

(náklad v tunách)

#### Souhrnný výčet operačního nasazení polských jednotek PSP
(19. července 1940 – 8. května 1945, nezahrnuje Polský stíhací sbor a individuální polské stíhací piloty v jednotkách RAF a USAAF)
Coastal Command, Bomber Command, Fighter Command, Transport Command, Jednotky speciálního určení
| Rok             | 1940 | 1941   | 1942   | 1943   | 1944    | 1945   | Celkem  |
| --------------- | ---- | ------ | ------ | ------ | ------- | ------ | ------- |
| leteckých úkolů | 2459 | 15 866 | 16 141 | 19 347 | 36 696  | 14 844 | 105 353 |
| hodin           | 2924 | 39 063 | 50 901 | 56 431 | 101 706 | 42 898 | 293 923 |

## Ztráty na životech

### Ztráty na životech členů Polských vzdušných sil (PSP)
(19. červenec 1940 – 8. květen 1945)

#### Stíhací jednotky

##### Operační ztráty
| Rok                     | 1940 | 1941 | 1942 | 1943 | 1944 | 1945 | Celkem |
| ----------------------- | ---- | ---- | ---- | ---- | ---- | ---- | ------ |
| padli při výkonu služby | 33   | 50   | 37   | 38   | 50   | 16   | 224    |
| nezvěstní v boji        | -    | 4    | 4    | 10   | 31   | 3    | 52     |
| padlí do zajetí         | -    | 15   | 11   | 20   | 13   | 14   | 73     |
| Celkem                  | 33   | 69   | 52   | 68   | 94   | 33   | 349    |

##### Souhrnné ztráty během výcviku
| 1940-1945        | Celkem |
| ---------------- | ------ |
| zabití           | 197    |
| nezvěstní v boji | -      |
| padlí do zajetí  | -      |
| Celkem           | 197    |

##### Souhrnné operační ztráty ( i během výcviku)
| 1940-1945        | Celkem |
| ---------------- | ------ |
| padlí/zabití     | 421    |
| nezvěstní v boji | 52     |
| padlí do zajetí  | 73     |
| Celkem           | 546    |

#### Bombardovací jednotky

##### Operační ztráty
| Rok                     | 1940 | 1941 | 1942 | 1943 | 1944 | 1945 | Celkem |
| ----------------------- | ---- | ---- | ---- | ---- | ---- | ---- | ------ |
| padli při výkonu služby | 8    | 137  | 315  | 144  | 143  | 61   | 808    |
| nezvěstní v boji        | -    | 5    | 16   | 7    | 6    | -    | 34     |
| padlí do zajetí         | -    | 67   | 91   | 19   | 10   | 18   | 205    |
| Celkem                  | 8    | 209  | 422  | 170  | 159  | 79   | 1047   |

##### Souhrnné ztráty během výcviku
| 1940-1945        | Celkem |
| ---------------- | ------ |
| zabití           | 197    |
| nezvěstní v boji | -      |
| padlí do zajetí  | -      |
| Celkem           | 197    |

##### Souhrnné operační ztráty (i během výcviku)
| 1940-1945        | Celkem |
| ---------------- | ------ |
| padlí/zabití     | 1005   |
| nezvěstní v boji | 34     |
| padlí do zajetí  | 205    |
| Celkem           | 1244   |

#### Jednotky speciálního určení

##### Operační ztráty
| Rok                     | 1940 | 1941 | 1942 | 1943 | 1944 | 1945 | Celkem |
| ----------------------- | ---- | ---- | ---- | ---- | ---- | ---- | ------ |
| padli při výkonu služby | -    | -    | 19   | 36   | 109  | 3    | 167    |
| nezvěstní v boji        | -    | -    | -    | 9    | 9    | -    | 18     |
| padlí do zajetí         | -    | 8    | -    | 15   | 26   | -    | 49     |
| Celkem                  | -    | 8    | 19   | 60   | 144  | 3    | 234    |

#### Dopravní jednotky

##### Operační ztráty
| Rok                     | 1940 | 1941 | 1942 | 1943 | 1944 | 1945 | Celkem |
| ----------------------- | ---- | ---- | ---- | ---- | ---- | ---- | ------ |
| padli při výkonu služby | -    | 4    | 4    | 9    | 12   | 6    | 35     |
| nezvěstní v boji        | -    | -    | -    | -    | -    | -    | -      |
| padlí do zajetí         | -    | -    | -    | -    | -    | -    | -      |
| Celkem                  | -    | 4    | 4    | 9    | 12   | 6    | 35     |

#### Výcvikové jednotky
| Rok              | 1940 | 1941 | 1942 | 1943 | 1944 | 1945 | Celkem |
| ---------------- | ---- | ---- | ---- | ---- | ---- | ---- | ------ |
| zabití           | 19   | 58   | 38   | 43   | 30   | 7    | 195    |
| nezvěstní v boji | -    | -    | -    | -    | -    | -    | -      |
| padlí do zajetí  | -    | 3    | -    | -    | -    | 1    | 4      |
| Celkem           | 19   | 61   | 38   | 43   | 30   | 8    | 199    |

### Celkový výčet ztrát operačních jednotek PSP
| Rok                     | 1940 | 1941 | 1942 | 1943 | 1944 | 1945 | Celkem |
| ----------------------- | ---- | ---- | ---- | ---- | ---- | ---- | ------ |
| padli při výkonu služby | 41   | 191  | 375  | 227  | 314  | 86   | 1234   |
| nezvěstní v boji        | -    | 9    | 20   | 26   | 46   | 3    | 104    |
| padlí do zajetí         | -    | 90   | 102  | 54   | 49   | 32   | 327    |
| Celkem                  | 41   | 290  | 467  | 307  | 409  | 121  | 1665   |

### Celkový výčet ztrát cvičených a výcvikových jednotek PSP
| 1940-1945        | Celkem |
| ---------------- | ------ |
| zabití           | 589    |
| nezvěstní v boji | -      |
| padlí do zajetí  | 4      |
| Celkem           | 593    |

### Celkový výčet ztrát operačních a výcvikových jednotek PSP
| Rok              | 1940 | 1941 | 1942 | 1943 | 1944 | 1945 | Celkem |
| ---------------- | ---- | ---- | ---- | ---- | ---- | ---- | ------ |
| padli/zahynuli   | 60   | 249  | 413  | 270  | 344  | 93   | 1823   |
| nezvěstní v boji | -    | 9    | 20   | 26   | 46   | 3    | 104    |
| padlí do zajetí  | -    | 93   | 102  | 54   | 49   | 33   | 331    |
| Celkem           | 60   | 351  | 535  | 350  | 439  | 129  | 2258   |

### Celkový výčet ztrát pozemního personálu PSP
| 1940-1945               | Důstojníci | Řadoví vojáci | Celkem |
| ----------------------- | ---------- | ------------- | ------ |
| padli při výkonu služby | 521        | 713           | 1234   |
| zahynuli během školení  | 234        | 355           | 589    |
| zahynuli na zemi        | 12         | 68            | 80     |
| Celkem                  | 765        | 1136          | 1903   |

(k tomu 24 důstojníků a 46 řadových vojáků zemřelo přirozenou smrtí nebo při dopravních nehodách)

### Celkový výčet ztrát celého personálu PSP
| 1940-1945      | Letecké | Pozemní | Celkem |
| -------------- | ------- | ------- | ------ |
| padli/zahynuli | 2258    | 1903    | 4161   |